# 빙령
빙령(氷嶺)은 번행초과의 다육식물이다. 학명은 케이리돕시스 덴티쿨라타(Cheiridopsis denticulata). 나미비아와 남아공의 반건조지대가 원산지다. 노란색 꽃이 핀다.